# Ixodes calcarhebes
Ixodes calcarhebes este o specie de căpușe din genul Ixodes, familia Ixodidae, descrisă de Joseph Charles Arthur și Zulu în anul 1980.
Este endemică în Zambia. Conform Catalogue of Life specia Ixodes calcarhebes nu are subspecii cunoscute.